# Königlich Bayerisches 5. Feldartillerie-Regiment „König Alfons XIII. von Spanien“
Das 5. Feldartillerie-Regiment „König Alfons XIII. von Spanien“ war ein Artillerieregiment der Bayerischen Armee.

## Geschichte
Am 1. Oktober 1890 wurde der Verband durch die Abgabe von je sechs Batterien des Stabes der III. Abteilung, der 7. und 8. Fahrenden Batterie des 1., der 6. Fahrenden Batterie des 3. und der II. Abteilung des 2. Artillerie-Regiments in Landau in der Pfalz gebildet. Es gliederte sich in zwei Abteilungen zu je drei Fahrenden Batterien. Zum 1. Oktober 1901 wurde die 1. und 6. Fahrende Batterie zur Errichtung des 12. Artillerie-Regiments abgegeben und zum gleichen Zeitpunkt eine neue Fahrende Batterie gebildet. Der Verband gliederte sich nun in zwei Abteilungen zu drei Batterien sowie zwei Fahrenden Batterien.
Zusammen mit dem 12. Feldartillerie-Regiment bildete es seit Oktober 1901 die 3. Feldartillerie-Brigade.

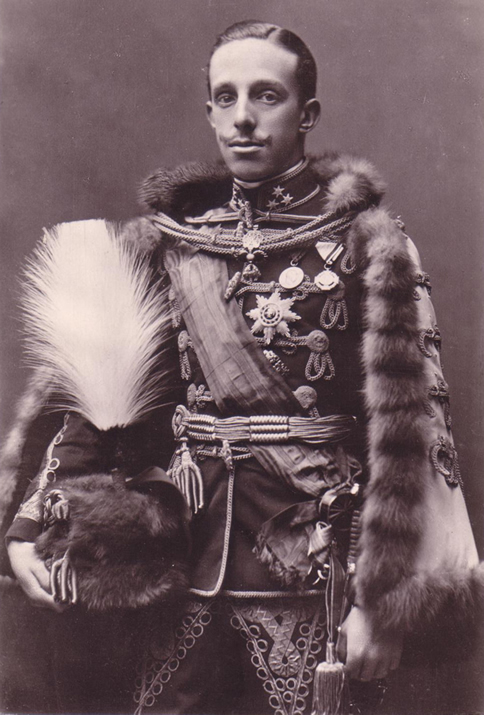
Der Regimentsinhaber König Alfons XIII. von Spanien

Erster und einziger Regimentsinhaber war ab 27. Januar 1904 König Alfons XIII. von Spanien. Das Regiment führte ab diesem Zeitpunkt seinen Namen als Zusatz.

### Erster Weltkrieg
Zu Beginn des Ersten Weltkriegs machte das Regiment am 2. August 1914 mobil. Die Reitende Abteilung schied aus dem Regimentsverband und wurde ab diesem Zeitpunkt der Kavallerie-Division unterstellt. Im Verbund mit der 3. Infanterie-Division nahm es zunächst an den Grenzgefechten und der Schlacht in Lothringen teil, kämpfte bei Nancy-Épinal und an der Somme. Nach der Schlacht bei Ypern lag das Regiment in Stellungskämpfen in Flandern und im Artois. Diese wurde 1915 durch die Frühjahrs- und Herbstschlacht bei La Bassée und Arras unterbrochen. Ab 24. August 1916 kam der Verband in der Schlacht an der Somme zum Einsatz und wurde am 6. September 1916 der 3. Infanterie-Division direkt unterstellt. Nach der Schlacht von Arras wechselte das Unterstellungsverhältnis am 12. Mai 1917 zum Artillerie-Kommandeur Nr. 20 der 30. Reserve-Division. Es lag nun in Stellungskämpfen in Lothringen und ab Ende Oktober 1917 im Oberelsass. Von Mitte Mai bis Oktober war es der Heeresfeldartillerie und dann bis zum Waffenstillstand dem Artillerie-Kommandeur Nr. 134 auf dem Truppenübungsplatz Ciney unterstellt.

### Verbleib
Nach Kriegsende marschierten die Reste des Regiments in die Heimat zurück, wo ab Dezember 1918 in Eltmann zunächst die Demobilisierung und im Januar 1919 die Auflösung erfolgte. Aus Teilen bildete sich die Freiwilligen-Batterie Loch, die bei der Artillerieabteilung des Freikorps Bamberg im Grenzschutz zum Einsatz kam. Außerdem war die Batterie am Schutz der gesetzlichen Regierung und der Befreiung Münchens beteiligt. Nach der Bildung der Vorläufigen Reichswehr ging diese Einheit in der 4. Batterie des Reichswehr-Artillerie-Regiments 23 auf.
Die Tradition übernahm in der Reichswehr durch Erlass des Chefs der Heeresleitung General der Infanterie Hans von Seeckt vom 24. August 1921 die 3. Batterie des 7. (Bayerisches) Artillerie-Regiments in Würzburg. In der Wehrmacht wurde die Tradition durch die II. Abteilung des Artillerieregiments 33 in Landau fortgeführt.

## Kommandeure
| Dienstgrad            | Name               | Datum                                   |
| --------------------- | ------------------ | --------------------------------------- |
| Oberst                | Aloys von Trentini | 01. Oktober 1890 bis 10. September 1894 |
| Oberst                | Karl von Landmann  | 11. September 1894 bis 19. Juni 1896    |
| Oberstleutnant        | Emil Högenstaller  | 20. Juni 1896 bis 10. August 1897       |
| Oberstleutnant        | Hermann Schöller   | 11. August 1897 bis 21. Februar 1900    |
| Oberstleutnant        | Hermann Keller     | 22. Februar 1900 bis 14. April 1901     |
| Oberst                | Luitpold von Horn  | 15. April bis 1. Oktober 1901           |
| Oberstleutnant        | Wilhelm Görtz      | 01. Oktober 1901 bis 8. April 1905      |
| Oberstleutnant        | Oskar Deßloch      | 09. April 1905 bis 18. Mai 1906         |
| Oberstleutnant        | Otto von Gyßling   | 19. Mai bis 20. Juli 1906               |
| Oberstleutnant        | Robert Paul        | 20. Juli 1906 bis 3. August 1908        |
| Oberstleutnant        | Heinrich Bauer     | 04. August 1908 bis 6. März 1912        |
| Oberstleutnant/Oberst | Walter Kollmann    | 07. März 1912 bis 24. April 1916        |
| Oberstleutnant        | Heinrich von Ranke | 25. April 1916 bis Januar 1919          |